# Francesca e Nunziata
Francesca e Nunziata (titulada: Francesca en Argentina y Francesca y Nunziata en España) es un telefilme italiano de drama de 2001, dirigido por Lina Wertmüller, que a su vez lo escribió junto a Elvio Porta, está basado en la novela de Maria Orsini Natale, musicalizado por Italo Greco y Lucio Gregoretti, en la fotografía estuvo Alfio Contini y los protagonistas son Sophia Loren, Giancarlo Giannini y Claudia Gerini, entre otros. Este largometraje fue realizado por MediaTrade y Solaris Cinematografica; se estrenó el 16 de agosto de 2001.

## Sinopsis
A comienzos del siglo XX, una mujer acaudalada, Francesca, adopta a una nena pobre, Nunziata. Luego de algunos años, Nunziata se enamora de Federico, el hijo de Francesca.